# Caroline Ransom Williams
Caroline Ransom Williams, née le 24 février 1872 et morte le 1er février 1952, est une égyptologue et archéologue américaine. Elle est la première femme américaine à recevoir une formation professionnelle d'égyptologue,. Elle travaille avec le Metropolitan Museum of Art (MMA) de New York et d'autres grandes institutions possédant des collections égyptiennes, et publie Studies in Ancient Furniture (1905), The Tomb of Perneb (1916) et The Decoration of the Tomb of Perneb: The Technique and the Color Conventions (1932), entre autres. Au cours de la première saison de l'Institut oriental de l'Université de Chicago à Louxor, elle contribue au développement de la « méthode Chicago House » utilisée pour copier les reliefs des monuments égyptiens.

## Biographie

### Jeunesse et éducation

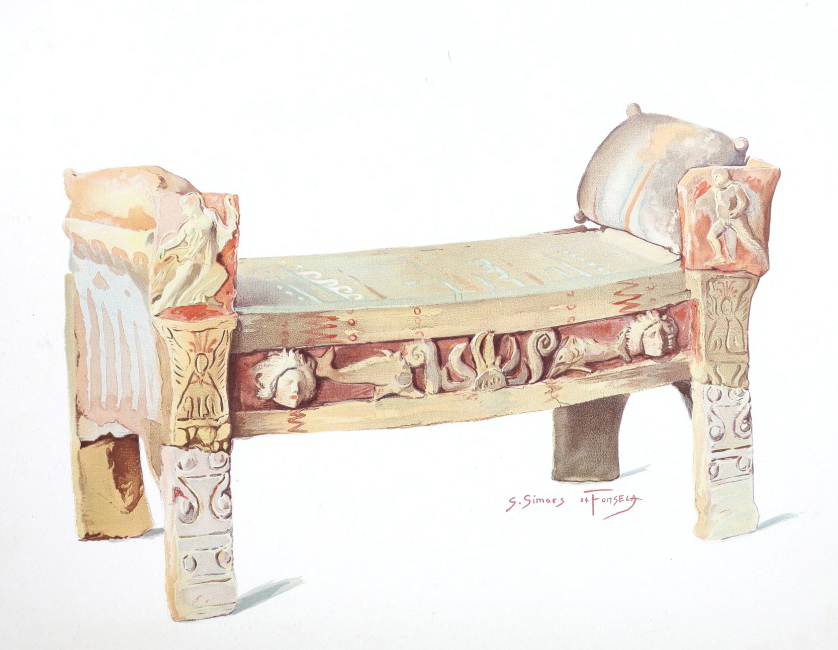
Frontispice de thèse de doctorat Studies in Ancient Furniture (1905).

Caroline Louise Ransom naît le 24 février 1872 de John et Ella Randolph Ransom, riches méthodistes de Toledo, Ohio. Ransom fréquente le Lake Erie College et le Mount Holyoke College, où elle obtient le degree BA en 1896 (cum laude).
Sa tante Louise Fitz Randolph, enseignante de l'archéologie et l'histoire de l'art au Mount Holyoke College, a une forte influence sur Ransom. Après avoir obtenu son diplôme universitaire, Ransom accompagne Fitz Randolph pendant ses séjours en Europe et en Égypte. Puis elle enseigne au Lake Erie College.
En 1898, elle rejoint le programme d'études en égyptologie qui vient d'être fondé à l'Université de Chicago. Il s’agit du premier programme de ce type aux États-Unis, et Caroline Ransom est la première femme à y participer. Elle obtient sa maîtrise ès arts en archéologie classique et en égyptologie en 1900. Le directeur de l'Institut oriental de Chicago, James Henry Breasted, devient non seulement son mentor mais aussi son ami et correspondant. Leurs lettres sont conservées dans les archives de l'Institut Oriental.
Ransom est encouragé par Breasted à poursuivre ses études à l'étranger. Elle séjourne à Athènes, assistant à des conférences à l'école américaine d'études classiques d'Athènes et visitant le musée archéologique national d'Athènes. Puis elle se rend en Allemagne, où elle étudie à l'université de Berlin avec Adolf Erman de 1900 à 1903. Elle reçoit une apprentissage au département égyptien du musée de Berlin en 1903.
De retour à Chicago, elle écrit sa thèse de doctorat sous la supervision de Breasted. En 1905, Ransom obtient son doctorat en égyptologie, devenant ainsi la première femme américaine à obtenir un diplôme d'études supérieures dans ce domaine. Sa thèse est publiée en 1905 sous le titre Studies in ancient furniture: Couches and beds of the Greeks, Etruscans, and Romans (« Études sur le mobilier antique : canapés et lits des Grecs, des Étrusques et des Romains »). Ransom est félicitée pour « la minutie et le jugement sain » de son ouvrage et pour sa capacité à captiver à la fois l'étudiant classique et le lecteur général.

### Carrière professionnelle

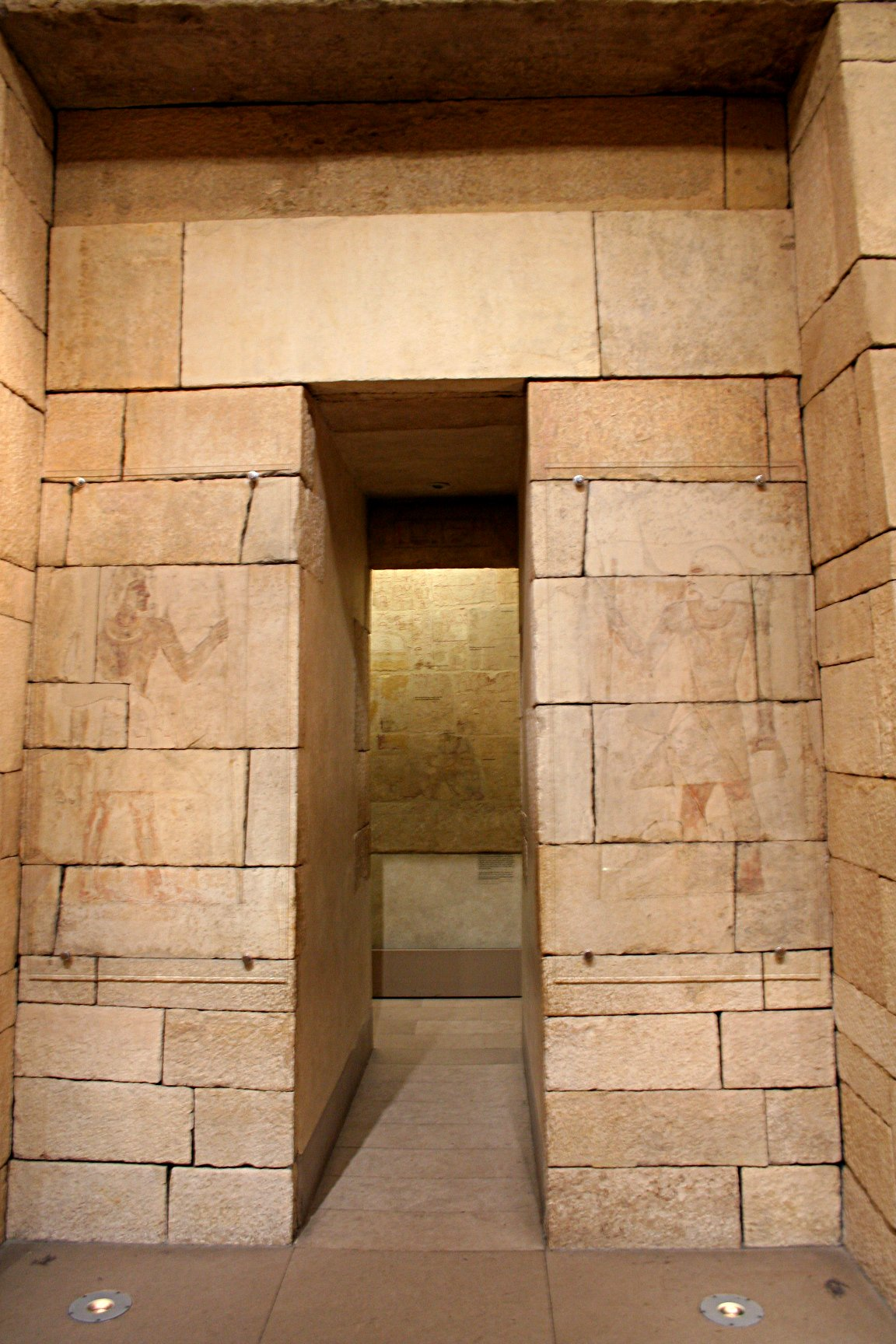
Entrée de la chapelle de Perneb au Metropolitan Museum of Art, New York.

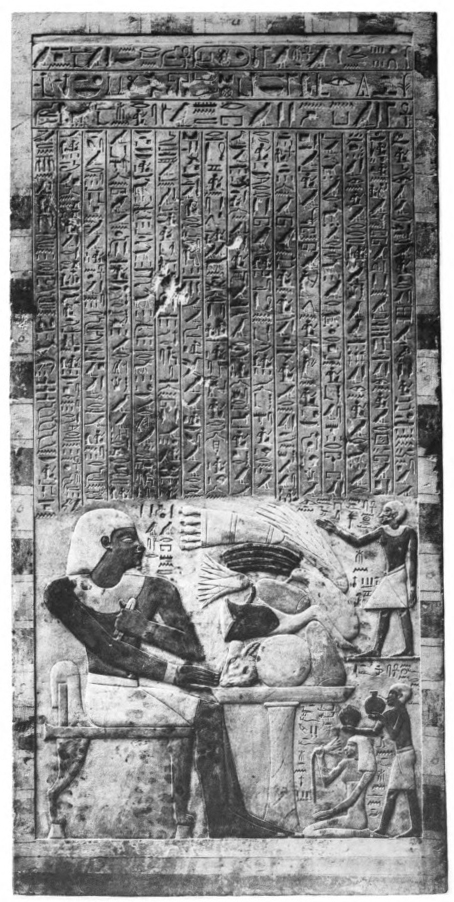
Frontispice, The Stela of Menthu-Weser (1913).

De 1905 à 1910, Ransom est professeur adjoint d'archéologie et d'art au collège Bryn Mawr en Pennsylvanie, devenant finalement président de son département. Elle est membre du comité de direction de l'American School of Classical Studies à Athènes. En 1909, Ransom devient la première femme membre (correspondante) de l'institut archéologique allemand, fondé en 1898. Elle adhère également à la Deutsche Orient-Gesellschaft (DOG, Société orientale allemande). De telles affiliations permettent à Ransom de rejoindre une communauté internationale de chercheurs et ont renforcé sa position de membre actif du monde universitaire. En 1909-1910, elle est vice-présidente de la section de Pennsylvanie de l'Institut archéologique d'Amérique.
En 1910, elle devient conservatrice adjointe au département d'art égyptien récemment créé du Metropolitan Museum of Art (MMA) de New York, sous la direction du premier conservateur Albert M. Lythgoe,. Entre 1910 et 1916, elle travaille avec les artefacts des collections, écrivant le Manuel de la collection égyptienne du musée (1911). En 1912, Ransom reçoit un doctorat honorifique (Litt. D.) du Mount Holyoke College à l'occasion de son 75e anniversaire,.
Entre 1913 et 1916, la chapelle de la tombe de Perneb est déplacée d'Égypte et reconstruite au Metropolitan Museum. Pendant que Lythgoe et d’autres sont sur le chantier égyptien pendant l’hiver, c'est Ransom qui supervise la partie américaine des travaux, y compris l'administration, la réception et l'installation des pièces du tombeau, ainsi que l'ouverture de l'exposition. La reconstruction du tombeau prend trois ans. L'ouverture au public en 1916 est accompagnée de la publication d'un livret de 80 pages, The Tomb of Perneb, co-écrit par Lythgoe et Ransom.
En 1916, Ransom épouse Grant Williams, un promoteur immobilier à Toledo, dans l'Ohio, et y retourne vivre. Bien que le couple n'a pas d'enfants, les obligations familiales envers son mari et sa mère vieillissante limitent la capacité de Ransom à assumer des engagements professionnels majeurs. Elle continue à travailler avec le Metropolitan Museum of Art et la New York Historical Society (NYHS) en faisant la navette entre Toledo, Ohio, et New York plusieurs fois par an. Au cours de l'hiver 1916-1917, elle catalogue les collections égyptiennes du Cleveland Museum of Art, et du Minneapolis Institute of Arts. En 1918, elle catalogue les collections égyptiennes du Detroit Museum of Art, et du Toledo Museum of Art. Entre 1917 et 1924, elle est conservatrice des collections égyptiennes de la New York Historical Society, cataloguant la collection Abbott d'antiquités égyptiennes,,.

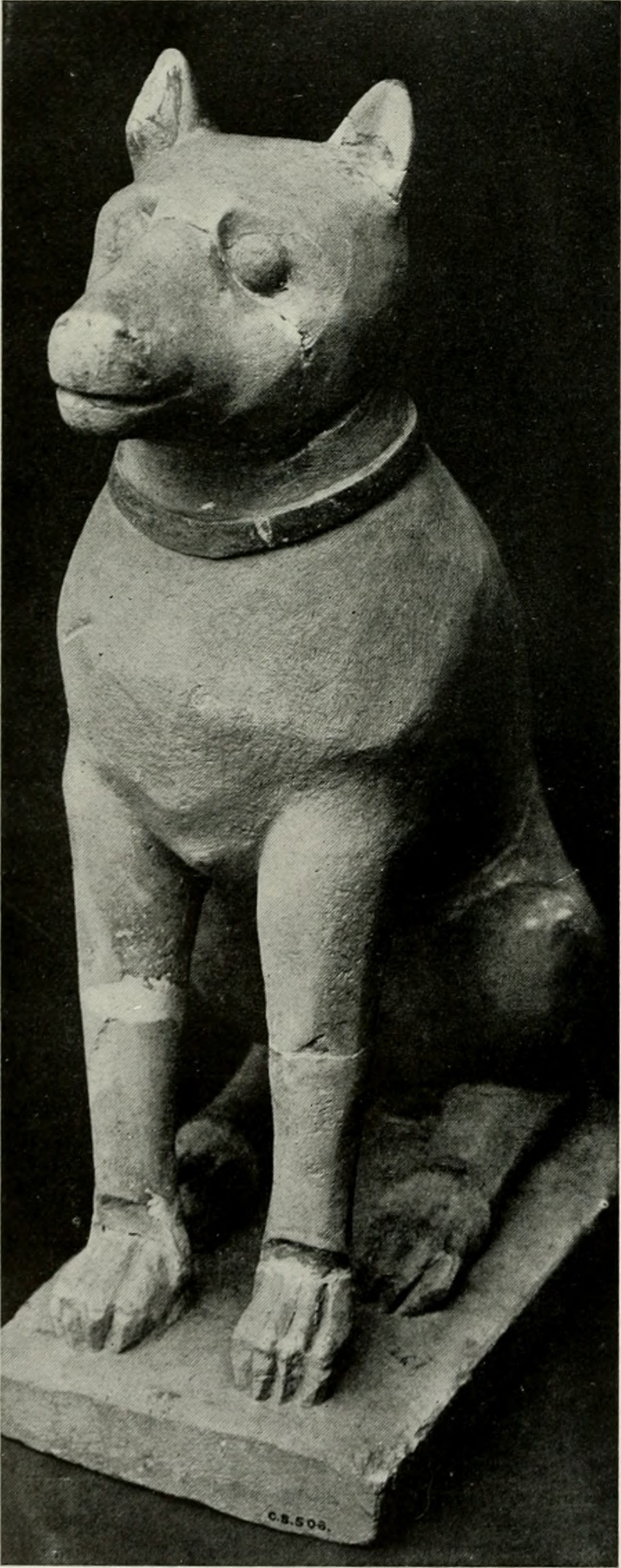
Statue de chien à oreilles dressées de Chypre ; 300–400 av. J.-C. Metropolitan Museum of Art.

Elle refuse à plusieurs reprises des offres qui l’auraient obligée à déménager à Chicago, à New York ou en Égypte. Elle fait référence à plusieurs autres projets susceptibles d'être couronnés de grands honneurs, notamment la publication du papyrus médical Edwin Smith. À ce sujet, elle écrit : 

« Le papyrus est probablement le plus précieux que possède la Société et je suis prête à renoncer à mon intérêt pour lui, dans l'espoir qu'il puisse être publié plus tôt et mieux que je ne le pourrais. »

— Lettre de C. Ransom Williams à J.H. Breasted, le 22 novembre 1920.
 
Au cours de la saison 1926/27, Caroline Ransom Williams participe à l'Epigraphic Survey de l'Université de Chicago à Louxor, à l'invitation de Breasted. Elle est l'une des quatre épigraphistes du personnel, les autres étant William F. Edgerton, John A. Wilson et le directeur du site, Harold H. Nelson ; tous d'anciens étudiants de Breasted. Dans le rapport de l'Institut Oriental, Breasted exprime sa « profonde gratitude envers le Dr Williams pour avoir travaillé une saison entière à Médinet Habou par pur intérêt pour le projet et presque sans rémunération,. » Ransom Williams y travaille dans le temple funéraire de Ramsès III à Médinet Habou,. On lui attribue le mérite d'avoir largement établi les normes épigraphiques pour le travail du groupe, avec l'aide d'Edgerton et de Wilson.
En 1927/28, elle est la première femme chargée de cours en art et archéologie égyptiens à l'Université du Michigan. En 1929, Ransom Williams devient présidente de la branche Mid-West de l'American Oriental Society (AOS). Elle est la première femme officière de l'AOS.
En 1932, elle publie The Decoration of the Tomb of Perneb. The Technique and the Color Conventions (« La Décoration du Tombeau de Perneb. La technique et les conventions de couleur »), une étude du tombeau de Perneb déplacé d'Égypte et reconstruit au Metropolitan Museum entre 1913 et 1916.
Vers 1935, Ransom Williams travaille avec le Minneapolis Institute of Art (MIA) pour cataloguer leur collection Drexel. Elle retourne en Égypte en 1935-1936 pour travailler sur les Textes des sarcophages au Musée égyptien du Caire. En 1937, elle reçoit un diplôme honorifique de l'Université de Tolède.
Son mari Grant Williams disparaît le 24 décembre 1942, des suites d'une longue maladie. Caroline Ransom Williams disparaît le 1er février 1952, après une courte maladie.

## Publications partielles
- (en) Studies in ancient furniture: Couches and beds of the Greeks, Etruscans, and Romans. Chicago : University of Chicago Press, 1905.
- (en) Handbook to the Egyptian Rooms. New York : The Metropolitan Museum of Art, 1911.
- (en) The Stele of Mentu-weser. New York : The Metropolitan Museum of Art, 1913.
- (en) The Tomb of Perneb. Écrit avec Albert M. Lythgoe. New York : The Metropolitan Museum of Art, 1916.
- (en) The New York Historical Society Catalogue of Egyptian Antiquities, Numbers 1–160. Gold and silver jewellery and related objects. New York : New York Historical Society, 1924.
- (en) The Decoration of the Tomb of Per-neb. The Technique and the Color Conventions. New York : The Metropolitan Museum of Art, 1932.